# شان تیل
شان تیل (انگلیسی: Sean Teale؛ زادهٔ ۱۸ ژوئن ۱۹۹۲) هنرپیشه اهل انگلستان است.
از فیلم‌ها یا برنامه‌های تلویزیونی که وی در آن نقش داشته‌است می‌توان به اسکینز، حکومت، بازمانده، و با استعداد اشاره کرد.